# Kultura w Andrychowie
Lokalnym centrum kultury jest Andrychów, w którym odbywają się największe cykliczne imprezy kulturalne. Główną instytucją kulturalną jest Centrum Kultury i Wypoczynku. W każdej wsi gminy działają filie CKiW organizujące różne imprezy kulturalne, pełniące funkcje lokalnych świetlic.
Andrychów jest określany jazzową stolicą Podbeskidzia.

## Twórcy regionalni
Dorobek takich artystów ludowych jak Maria Magiera lub Maria Surzyn jest dostępny dla szerszej publiczności.
Stałe ekspozycje związane z historią i kulturą regionu prowadzą: 
- Izba Regionalna Ziemi Andrychowskiej prowadzona przez Towarzystwo Miłośników Andrychowa,
- Muzeum Historyczno-Etnograficzne
- Prywatne Muzeum Marii Magiery.

Kulturą regionalną oraz podtrzymywaniem tradycji ludowych zajmują się również: Stowarzyszenie Gospodyń Wiejskich oraz Ludowy Zespół Pieśni i Tańca "Andrychów".

## Dziedzictwo kulturalne - kultura materialna
Na terenie miasta Andrychowa znajduje się: 448 zabytków nieruchomych oraz 3 stanowiska archeologiczne, 
m.in.:
- Zespół rezydencjonalny z założeniem parkowym,
- Osiem obiektów i zespołów sakralnych m.in.: Kościół pw. św. Stanisława, cmentarz przy kościele, kirkut, cmentarz centralny.
- Pięć obiektów użyteczności publicznej m.in.: szkoły, stacja kolejowa, biblioteka, szpital psychiatryczny.
- Trzy obiekty przemysłowe oraz pięć obiektów technicznych i użytkowych (m.in.  tereny AFM i AZPB).
- Trzysta dwadzieścia dwa obiekty mieszkalne - kamienice z przełomu XIX/XX wieku - wzdłuż ulicy Krakowskiej i na starówce.
- Dziewięć obiektów małej architektury: kapliczka przydrożne, fontanny.
- Zabytki architektury drewnianej.

## Działalność kulturalna, instytucje kulturalne
W Andrychowie odbywa się wiele wydarzeń kulturalnych (zarówno tzw. kultury wysokiej jak i kultury popularnej). Najbardziej znanym andrychowskim klubem jest działający od 15 lat Klub pod Basztą.
W Andrychowie działa (lub powstało) wiele zespołów:
- muzycznych, m.in. Czerwie, Artkiestra, Persona, Druga Strona Lustra, Silberman Trio, Kapela Podwórkowa Wujka Jaśka, Andrychowska Kapela Podwórkowa "Andrusiki", chór Misericordias Domini, Orkiestra dęta Andropol, Orkiestra dęta OSP Roczyny i inne (np. reprezentujące hip-hop).
- tanecznych, m.in. grupa mażoretek TALENT, Klub Tańca Towarzyskiego STEP DANCE
- teatralnych, m.in. Teatr Ruchu "FORMA", grupa teatralna NA MARGINESIE, Teatr Ekspresji.

W mieście działa Kino Beskid oraz biblioteka posiadająca sieć placówek w całej gminie.

### Muzea i galerie
W Andrychowie znajdują się następujące muzea:
- Muzeum Historyczno-Etnograficzne w Andrychowie.
- Izba Regionalna Towarzystwa Miłośników Andrychowa wraz z galerią Pasja.
- prywatna izba regionalna Marii Magierowej w Brzezince.
- Galeria Sztuki Współczesnej "Rynek 7" w Andrychowie.
- Galeria prac Grupy Twórców "MY" (stała ekspozycja w Banku Spółdzielczym).

## Wydarzenia kulturalne
O charakterze ogólnopolskim:
- Wieczór Austriacki
- Konfrontacje Taneczne Zespołów Dziecięcych i Młodzieżowych
- ODEON - Ogólnopolski Otwarty Festiwal Teatrów Amatorskich
- Teatry Uliczne w Andrychowie
- Piostur Gorol Song - Ogólnopolski Przegląd Piosenki Turystycznej
- Koryfeusz - Basztowe Konfrontacje Recytatorskie

O charakterze regionalnym:
- Przegląd Zespołów Jasełkowych
- Bal Country
- Podbeskidzki Festiwal Piosenki Religijnej
- Dni Andrychowa